# Lester S. Hill
Lester S. Hill (1891 – 1961) va ser un matemàtic i pedagog nord-americà interessat en les aplicacions de les matemàtiques a les telecomunicacions. Va rebre una llicenciatura al Columbia College (1911) i un doctorat. a la Universitat Yale (1926). Va ensenyar a la Universitat de Montana, a la Universitat de Princeton, a la Universitat de Maine, la Universitat Yale i al Hunter College. Entre les seves contribucions notables hi ha el xifratge de Hill. També va desenvolupar mètodes per detectar errors en números de codi telegrafiats i va escriure dos llibres.